# Pavol Sedlák
Pavol Sedlák est un footballeur international slovaque né le 21 novembre 1979.

## Carrière
- 1997-2003 : Slovan Bratislava  Slovaquie
- 2003-2004 : Rizespor  Turquie
- 2004 : 1.FC Brno  Tchéquie
- 2005 : Dukla Banská Bystrica  Slovaquie
- 2005-2006 : FC Rimavska Sobota  Slovaquie
- 2006-2009 : Slovan Bratislava  Slovaquie
  - 2008-2009 : Inter Bratislava  Slovaquie (prêt)
- 2009-2010 : MFK Petržalka  Slovaquie
- 2010-2011 : MŠK Rimavská Sobota  Slovaquie
- 2011 : DAC Dunajská Streda  Slovaquie
- 2011-2012 : MŠK Rimavská Sobota  Slovaquie

## Palmarès
- Avec le Slovan Bratislava
  - Champion de Slovaquie en 1999
  - Vainqueur de la Coupe de Slovaquie en 1999
- Avec le Dukla Banská Bystrica
  - Vainqueur de la Coupe de Slovaquie en 2005

## Sélections
- 2 sélections avec la  Slovaquie en 2000 et 2006.